# Episodi di 1923 (seconda stagione)
La seconda e ultima stagione della serie televisiva 1923, composta da sette episodi, è stata resa disponibile sul servizio di streaming Paramount+ dal 23 febbraio al 6 aprile 2025, in tutti i Paesi in cui è disponibile.
| nº | Titolo originale               | Titolo italiano                  | Pubblicazione    |
| -- | ------------------------------ | -------------------------------- | ---------------- |
| 1  | The Killing Season             | La stagione degli omicidi        | 23 febbraio 2025 |
| 2  | The Rapist Is Winter           | L'inverno è l'assassino          | 2 marzo 2025     |
| 3  | Wrap Thee in Terror            | Avvolgiti nel terrore            | 9 marzo 2025     |
| 4  | Journey the Rivers of Iron     | Viaggio lungo i fiumi del ferro  | 16 marzo 2025    |
| 5  | Only Gunshots to Guide Us      | Solo gli spari a guidarci        | 23 marzo 2025    |
| 6  | The Mountain Teeth of Monsters | I mostruosi denti della montagna | 30 marzo 2025    |
| 7  | A Dream and a Memory           | Un sogno e un ricordo            | 6 aprile 2025    |

## La stagione degli omicidi
- Titolo originale: The Killing Season
- Diretto da: Ben Richardson
- Scritto da: Taylor Sheridan

### Trama
- Guest star: Robert Patrick (sceriffo William McDowell), Michael Spears (Runs His Horse), Sebastian Roché (padre Renaud), Jamie McShane (Marshal Kent), Jeremy Gauna (Pete Plenty Clouds), Andy Dispensa (Luca), Jo Ellen Pellman (Jennifer), Madison Elise Rogers (Lindy), Cailyn Rice (Christy), Cody Lore (cowboy solitario).

## L'inverno è l'assassino
- Titolo originale: The Rapist Is Winter
- Diretto da: Ben Richardson
- Scritto da: Taylor Sheridan

### Trama
- Guest star: Jennifer Carpenter (US Marshal Mamie Fossett), Robert Patrick (sceriffo William McDowell), Michael Spears (Runs His Horse), Sebastian Roché (padre Renaud), Jamie McShane (Marshal Kent), Jeremy Gauna (Pete Plenty Clouds), Joy Osmanski (Alice Davis), Andy Dispensa (Luca), Gilles Marini (Sal Maceo), Brian Konowal (Clyde).

## Avvolgiti nel terrore
- Titolo originale: Wrap Thee in Terror
- Diretto da: Ben Richardson
- Scritto da: Taylor Sheridan

### Trama
- Guest star: Jennifer Carpenter (US Marshal Mamie Fossett), Michael Spears (Runs His Horse), Sebastian Roché (padre Renaud), Jamie McShane (Marshal Kent), C. Thomas Howell (Anders), Brian Letscher (Dott. Shilling), Joy Osmanski (Alice Davis), Andy Dispensa (Luca), Mike Mizwicki (Walter Ridding), Damien Leake (Marvin), Nancy L. Gray (infermiera).

## Viaggio lungo i fiumi del ferro
- Titolo originale: Journey the Rivers of Iron
- Diretto da: Ben Richardson
- Scritto da: Taylor Sheridan

### Trama
- Guest star: Michael Spears (Runs His Horse), C. Thomas Howell (Anders), Jeremy Gauna (Pete Plenty Clouds), Joy Osmanski (Alice Davis), James Healy Jr. (sceriffo Hastings), Madison Elise Rogers (Lindy), Cailyn Rice (Christy), Hayley McFarland (Mary).

## Solo gli spari a guidarci
- Titolo originale: Only Gunshots to Guide Us
- Diretto da: Ben Richardson
- Scritto da: Taylor Sheridan

### Trama
- Guest star: Jennifer Carpenter (US Marshal Mamie Fossett), Robert Patrick (sceriffo William McDowell), Michael Spears (Runs His Horse), Sebastian Roché (padre Renaud), Jamie McShane (Marshal Kent), Janet Montgomery (Hillary), Augustus Prew (Paul), C. Thomas Howell (Anders), Jeremy Gauna (Pete Plenty Clouds), Brian Konowal (Clyde), Madison Elise Rogers (Lindy), Virginia Gardner (Mabel), Hayley McFarland (Mary), Chad Doreck (Bernard Anthony).

## I mostruosi denti della montagna
- Titolo originale: The Mountain Teeth of Monsters
- Diretto da: Ben Richardson
- Scritto da: Taylor Sheridan

### Trama
- Guest star: Robert Patrick (sceriffo William McDowell), Michael Spears (Runs His Horse), Sebastian Roché (padre Renaud), Jamie McShane (Marshal Kent), Janet Montgomery (Hillary), Augustus Prew (Paul), Jeremy Gauna (Pete Plenty Clouds), Joy Osmanski (Alice Davis), Madison Elise Rogers (Lindy), Virginia Gardner (Mabel), Brian Konowal (Clyde).

McDowell informa Jacob che Spencer sta tornando a casa, ma Jacob teme che Whitfield lo faccia uccidere per impedirgli di ereditare il ranch di Dutton. Creighton manda degli uomini a intercettare Spencer alla stazione ferroviaria di Livingston, mentre Jacob arriva per primo con McDowell. Dopo essere rimasto a malincuore con Zane per difendere il ranch, Jack parte da solo per unirsi a Jacob, ma viene scoperto da due uomini di Creighton e ucciso. Dopo aver ucciso Pete nella sparatoria, Kent saccheggia il suo corpo mentre Renaud lo rimprovera per la moralità di tutte le morti che hanno causato. Dopo che Kent non mostra alcun rimorso per le sue azioni, Renaud lo uccide a colpi di arma da fuoco. Teonna e Runs His Horse scoprono in seguito i cadaveri di Pete e Kent e decidono di tornare a casa. Renaud li trova mentre dormono e spara a Runs His Horse, ma Teonna si difende e lo uccide. Alexandra racconta a Hillary e Paul la portata del suo viaggio, e i due accettano di accompagnarla in Montana con la loro automobile.  Dopo aver viaggiato per centinaia di chilometri in condizioni di gelo, Alexandra si sveglia e scopre di aver esaurito il carburante durante la notte, mentre erano lontani dalla civiltà, e che Hillary e Paul sono morti per ipotermia.

## Un sogno e un ricordo
- Titolo originale: A Dream and a Memory
- Diretto da: Ben Richardson
- Scritto da: Taylor Sheridan

### Trama
- Durata: 112 minuti
- Guest star: Jennifer Carpenter (US Marshal Mamie Fossett), Robert Patrick (sceriffo William McDowell), Michael Spears (Runs His Horse), Sebastian Roché (padre Renaud), Jamie McShane (Marshal Kent), Janet Montgomery (Hillary), Augustus Prew (Paul), Jeremy Gauna (Pete Plenty Clouds), Joy Osmanski (Alice Davis), Madison Elise Rogers (Lindy), Brian Konowal (Clyde), Virginia Gardner (Mabel), Gerard Sanders (Spencer Dutton nel 1969), Damon Carney (dott. Henderson).

Fossett scopre le conseguenze dello scontro tra Teonna e Renaud e la arresta dopo un breve scontro. Provando compassione dopo aver appreso del passato di Teonna, Fossett non la incrimina per la morte di Renaud o Kent. Teonna va poi a processo, ma il suo caso viene archiviato per mancanza di testimoni. Senza una casa o una famiglia a cui tornare, si dirige in California per un nuovo inizio. Creighton ha una crisi personale sul lavoro per Whitfield e fugge con la famiglia alla stazione ferroviaria di Livingston. Decine di uomini di Creighton iniziano l'assalto al ranch di Dutton, con l'intenzione di uccidere tutti, mentre Cara e Zane guidano la difesa. Inizialmente riescono a tenerli a bada, ma gli uomini tornano in numero maggiore con un'arma da fuoco automatica. Alexandra si riscalda accendendo un fuoco e lo usa per segnalare il passaggio di un treno. Spencer nota Alexandra dal finestrino, salta giù dal treno e i due hanno un incontro commovente.  Dopo che Alexandra viene portata a bordo, viene curata per un grave congelamento.
Mentre il treno raggiunge Livingston, scoppia una sparatoria tra Jacob e gli uomini di Creighton. Quando Spencer protegge la sua famiglia, Creighton salva Jacob sparando ai suoi uomini, ma viene ucciso da McDowell. Negli ultimi istanti di vita, Creighton si riconcilia con Jacob. Dopo la sparatoria, Jacob e McDowell rimangono feriti, ma Spencer è costretto ad abbandonare Alexandra e si precipita al ranch, dove uccide quasi da solo il resto degli uomini di Creighton. Jacob rimane con Alexandra e vengono portati in ospedale, dove Alexandra partorisce prematuramente. Sebbene nato con tre mesi di anticipo, il bambino sopravvive, ma Alexandra si rifiuta di permettere ai medici di amputarle gli arti affetti da cancrena. Spencer e Cara arrivano presto e Alexandra muore ore dopo nel sonno. In cerca di vendetta, Jacob e Spencer affrontano Whitfield nella sua villa. Sperando di fargli un esempio, Spencer giustizia Whitfield e dà fuoco alla sua casa.  Il corpo di Jack viene presto recuperato e sia lui che Alexandra vengono sepolti nel ranch. Senza alcun motivo per restare, Elizabeth se ne va definitivamente. Spencer prende in carico il ranch mentre Jacob si ritira per aiutare Cara a crescere il figlio di Spencer e Alexandra, di nome John. In un flashforward al 1969, un anziano Spencer visita la tomba di Alexandra e muore serenamente.